# Betung Bedarah Timur
Betung Bedarah Timur is een bestuurslaag in het regentschap Tebo van de provincie Jambi, Indonesië. Betung Bedarah Timur telt 2815 inwoners (volkstelling 2010).